# Souleymane Cissé
Souleymane Cissé (Bamako, 21 aprile 1940 – Bamako, 19 febbraio 2025) è stato un regista maliano.

## Biografia
Cresciuto in una famiglia musulmana, Cissé si è appassionato di cinema sin dalla più tenera età. Dopo aver frequentato la scuola secondaria a Dakar, rientra in Mali dopo il 1960, anno dell'indipendenza del paese dalla Francia.
La sua lunga carriera cinematografica cominciò come assistente alla regia per il documentario sull'arresto di Patrice Lumumba. Questa esperienza suscitò nel giovane Cissé il desiderio di realizzare dei propri film, così egli ebbe la possibilità di frequentare i corsi della scuola di Cinema e Televisione a Mosca. 
Nel 1970 rientrò ancora una volta in Mali, dove lavorò come cameraman per diversi cortometraggi e documentari.
Nel 1972, produsse il suo primo mediometraggio, Cinq jours d'une vie, che racconta la storia di un giovane uomo che scappa dalla scuola Coranica e diventa un ladruncolo di strada; Cinq Jours è stato premiato al Festival cinematografico di Cartagine.
Nel 1974, realizzò il suo primo lungometraggio, Den muso (La fanciulla), in lingua bambara: è la storia di una giovane donna muta che rimane incinta in seguito ad uno stupro e viene allontanata dalla sua stessa famiglia e dal padre del bambino che aspetta. Il film venne censurato dal Ministro della Cultura maliano e Cissé fu arrestato per aver prodotto il film con fondi francesi.
Nel 1978, Cissé realizzò Baara (Lavoro), che venne premiato nell'edizione del 1979 del Fespaco.
Nel 1982, il regista presentò Finyé (Il Vento), la storia di un maliano insoddisfatto e critico nei confronti del potere politico. Il film gli valse un secondo premio al Fespaco del 1983.
Tra il 1984 e il 1987, Cissé ha lavorato al suo capolavoro, Yeelen, la luce, per il quale ha ricevuto il Premio della giuria al Festival di Cannes 1987.
Nel 1995, è uscito Waati (Il tempo).
Cissé fu presidente del UCECAO, l'Associazione dei Registi e dei Produttori di Cinema e Arti Audiovisive dell'Africa Occidentale.
Nel 2023 gli è stato conferito il Golden Coach al Festival di Cannes.

## Filmografia
- L'homme et ses idoles - cortometraggio (1975)
- L'aspirant - cortometraggio (1968)
- Source d'inspiration - cortometraggio (1968)
- Dégal à Dialloubé (1970)
- Fête du Sanké (1971)
- Cinq jours d'une vie (1972)
- Den muso (1975)
- Baara (1978)
- Chanteurs traditionnels des Iles Seychelles (1978)
- Finye (1982)
- Yeelen, la luce (1987)
- Il tempo (Waati) (1995)
- Oka (2015)